# Șerban havasalföldi fejedelem
Șerban Cantacuzino (1634/1640 – 1688. november 8.  / Julián naptár szerint október 29.) Havasalföld fejedelme volt 1678 és 1688 között.

## Származása
A Cantacuzino-család román ágának tagja volt; apja Constantin Cantacuzino főudvarmester, anyja pedig Radu Șerban havasalföldi fejedelem lánya volt, így Șerban a régi fejedelmek örökösének tartotta magát.
Fivérei (Drăghici, Constantin, Mihai, Toma és Iordache) mindannyian magas tisztségekre emelkedtek. Nővérei közül Stanca Constantin Brâncoveanu későbbi fejedelem anyja lett.

## Trónra lépése
Anton Maria Del Chiaro, a fejedelem gyermekeinek nevelője szerint Şerban állítólag „bemocskolta” Gheorghe Duca fejedelem ágyát, ezért el kellett menekülnie az országból. Más források szerint 1678 nyarán, amikor Duca a kozákok ellen hadakozott, elhatározta, hogy magának szerzi meg a trónt és Konstantinápolyba menekült. Mindkét változat szerint 1678-ban Konstantinápolyban pénzzel szerezte meg a fejedelemséget, Gheorghe Ducát kineveztette moldvai fejedelemmé, és (Julián naptár szerint) 1679. január 6-án tért vissza Bukarestbe.

## Uralkodása
Mivel Grigorașcu Ghica megfojtatta a híresztelések szerint ellene ármánykodó Constantin Cantacuzinót, Șerban Cantacuzino trónra lépésekor kegyetlen bosszút állt a Ghica-párti bojárokon.
Több nyomda alapítását engedélyezte, és ő rendelte meg  az első teljes román nyelvű Biblia, az úgynevezett Bukaresti Biblia vagy Cantacuzino-Biblia kinyomtatását, amely 1688-ban jelent meg. Brankovics György az ő udvarában írta román nyelven a Hronicul slovenilor, Illiricului, Misii cei din sus şi cei din jos Misii [A szlávok, Illíria, Felső- és Alsó-Moesia története] című művét a szerb és román történelemről. Szintén az ő udvarában dolgozott Radu Popescu krónikás.
Cantacuzino hatására törölték el az óegyházi szláv nyelv használatát a liturgiából, és a román nyelvvel helyettesítették. Nyomást gyakorolt a câmpulungi katolikusokra, hogy térjenek át az ortodox hitre.
Ő alapította az első román iskolát Bukarestben, és ő építtette a cotroceni-i kolostort és a Șerban Vodă fogadót.
Cantacuzino idején terjedt el a kukorica termesztése Havasalföldön, illetve a mai Romániában.
Annak ellenére, hogy a Szent Ligával rokonszenvezett, I. Apafi Mihály erdélyi és Gheorghe Duca moldvai fejedelem mellett kénytelen volt részt venni a törökök hadjáratában, amely a kahlenbergi csatában az Oszmán Birodalom vereségével végződőtt.  Az 1911-es kiadású Encyclopædia Britannica szerint azt feltételezik, hogy Konstantinápoly elfoglalását tervezte azzal a céllal, hogy kiűzze az Oszmán Birodalmat Európából; ehhez a nyugati hatalmak erkölcsi támogatást ígértek neki
Mivel a törökök nem bíztak a hűbéres fejedelmekben, csapataikat csak kisegítő munkákra, például hidak építésére használták. 1683. július 14-én elkezdődött Bécs ostroma. A román források szerint Cantacuzino és katonái megpróbálták szabotálni a török győzelmet azzal, hogy elhagyták a Brigittenau melletti Duna-hidat, ahol a török sereg bal szárnyát kellett volna fedezniük.. Az ágyúgolyókat állítólag szalmával tömette meg, hogyne okozzanak kárt.
Július 22-én Cantacuzino csapatait Schönbrunnba vezényelték át. Innen Cantacuzino fejedelem többször üzent Bécs védőinek, hogy csapatai azonnal elhagyják a hidat és harc nélkül visszavonulnak, mihelyt V. Károly lotaringiai herceg csapatai jmegérkeznek. Cantacuzino arra kérte az osztrákokat, hogy néhány ágyúlövéssel adjanak jelt a havasalföldieknek a visszavonulásra. Augusztus 30-án az ígéretnek megfelelően a havasalföldi csapatok az első ágyúlövésre visszavonultak. Szeptember 1-jén Cantacuzino elrendelte, hogy katonái készítsenek egy három méteres tölgyfakeresztet és állítsák fel sátra mellé, ahol naponta misét tartottak előtte. Pár nappal az ostrom vége előtt elásatta a keresztet, amit utóbb Bécsbe szállítottak. 1684-ben a kereszt eredeti helyén kápolnát állítottak fel, amit moldvai kápolnának vagy török kápolnának neveztek. A kereszt 1785-ben eltűnt, azonban 1961-ben a kápolnát restaurálták, és benne felállították a kereszt miniatűr másolatát.
Șerban Cantacuzino hűségét a keresztény ügyhöz Waldstein gróf is megemlítette egy hozzá írt levelében.

## Halála
1688. október 2-án követséget indított Bécsbe azzal a céllal, hogy országát a Habsburg-háznak hódoltassa be. A vállalkozást fivére,  Constantin és unokaöccse, Constantin Brâncoveanu egyaránt kockázatosnak és idő előttinek tartották. A követek még nem értek Bécsbe, amikor a fejedelem november 8-án (Julián naptár szerint október 29-én) elhunyt. Váratlan halála körülményeiről több híresztelés keringett; egyesek szerint a bojárok (valószínűleg fivérei, Constantin és Mihai Cantacuzino) mérgeztették meg, mert veszélyesnek tartották nagyratörő terveit. Sírja az általa alapított cotroceni-i kolostorban található.
Halála után özvegye és gyermekei VI. Károly császár engedélyével Ausztriában telepedtek le.

## Leszármazottai
Két feleségétől, Elinától és Mariától a következő gyermekei születtek:
- Bălașa, Grigore Vlasto felesége,
- Ilinca, Barbu Urdăreanu felesége,
- Smaranda, Grigorașcu Băleanu felesége,
- Gheorghe(wd) (1673-1739), Olténia bánja,
- Casandra(wd) (1676-1713), Dimitrie Cantemir moldvai fejedelem felesége,
- Maria, Constantin Bălăceanu(wd) felesége,
- Ilona, Ivan Kozsin orosz bojár felesége.

## Fordítás
- Ez a szócikk részben vagy egészben  a(z)   Șerban Cantacuzino című angol Wikipédia-szócikk ezen változatának fordításán alapul.  Az eredeti cikk szerkesztőit annak laptörténete sorolja fel. Ez a jelzés csupán a megfogalmazás eredetét és a szerzői jogokat jelzi, nem szolgál a cikkben szereplő információk forrásmegjelöléseként.
- Ez a szócikk részben vagy egészben  a(z)   Șerban Cantacuzino című román Wikipédia-szócikk ezen változatának fordításán alapul.  Az eredeti cikk szerkesztőit annak laptörténete sorolja fel. Ez a jelzés csupán a megfogalmazás eredetét és a szerzői jogokat jelzi, nem szolgál a cikkben szereplő információk forrásmegjelöléseként.
- Ez a szócikk részben vagy egészben  a   Constantin Cantacuzino_(postelnic) című román Wikipédia-szócikk ezen változatának fordításán alapul.  Az eredeti cikk szerkesztőit annak laptörténete sorolja fel. Ez a jelzés csupán a megfogalmazás eredetét és a szerzői jogokat jelzi, nem szolgál a cikkben szereplő információk forrásmegjelöléseként.